# 桐生バイパス

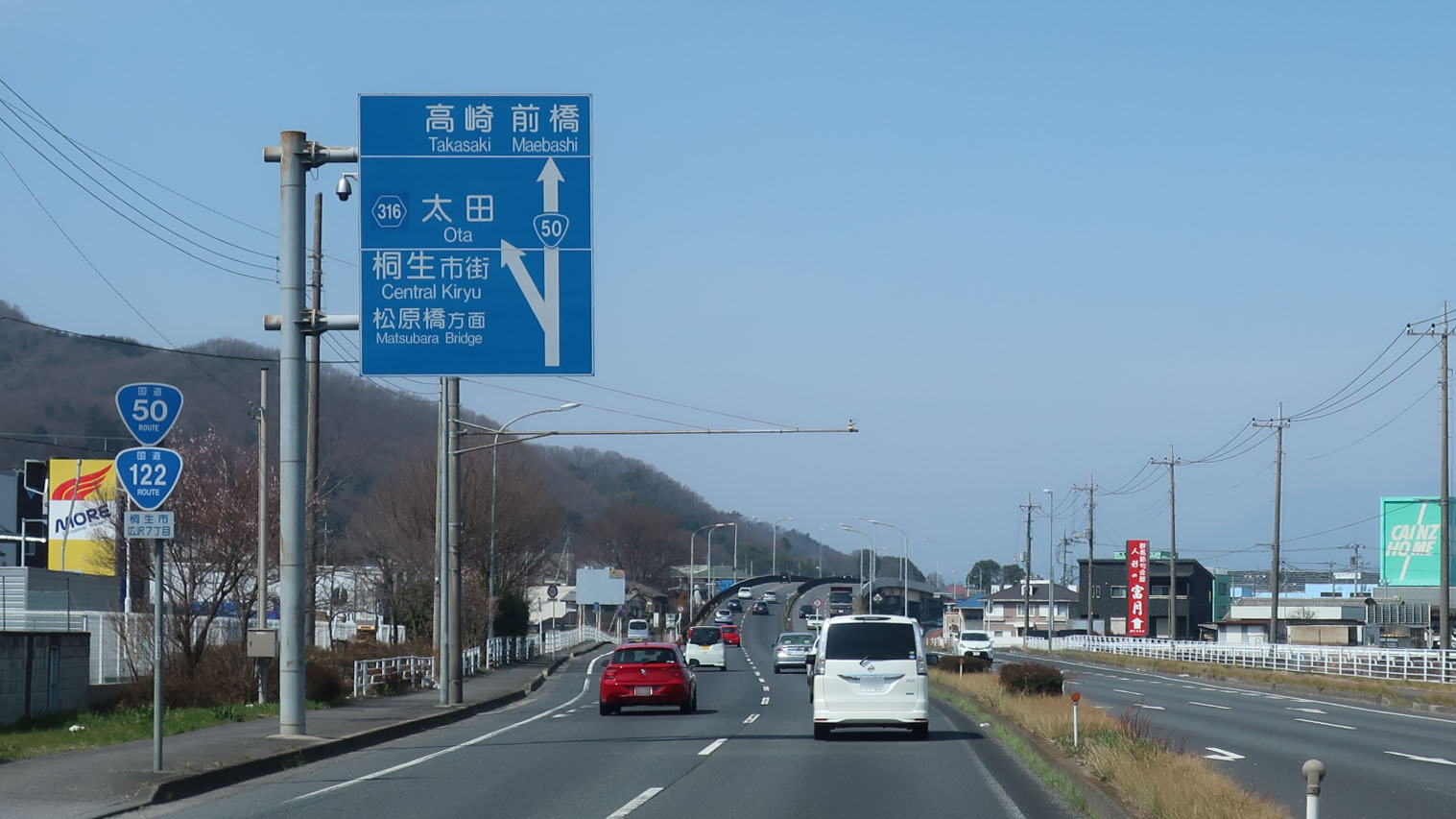
桐生バイパス
（国道122号との重複）
群馬県桐生市広沢町6丁目

桐生バイパス（きりゅうバイパス）は、群馬県みどり市笠懸町鹿から桐生市を経て太田市に至る国道50号のバイパス道路である。

## 概要
足利・佐野・岩舟小山バイパスと併せ、桐生・足利・佐野と続く市街地群を回避し小山へと抜ける一大バイパス道路を構成する。全線に渡って片側2車線が確保されており、また立体交差もよく整備されている。桐生市から太田市にかけては国道122号と重複する区間があり、この間では国道標識が2枚ずつ並んでいる。

### 路線データ
- 起点：群馬県みどり市笠懸町鹿（鹿交差点）
- 終点：群馬県太田市只上町（只上交差点）
- 全長：13.7km
- 車線数：4車線
- 開通：1978年（昭和53年）

## 交差する道路
- 群馬県道69号大間々世良田線（みどり市笠懸町鹿、鹿交差点）
- 群馬県道78号太田大間々線（みどり市笠懸町阿左美、岩宿交差点）
- 国道122号・群馬県道332号桐生新田木崎線（桐生市広沢町4、広沢町4丁目交差点）
- 群馬県道332号桐生新田木崎線（桐生市広沢町5、広沢町5丁目三叉路）
- 群馬県道316号太田桐生線（桐生市広沢町6、松原橋三叉路）
- 群馬県道39号足利伊勢崎線（太田市只上町、只上西交差点）
- 国道122号（太田市只上町、只上交差点）

## 接続するバイパス
- 前橋笠懸道路（事業中）
- 足利バイパス